# Wissant
Wissant – miejscowość i gmina we Francji, w regionie Hauts-de-France, w departamencie Pas-de-Calais.
Według danych na rok 1990 gminę zamieszkiwały 1303 osoby, a gęstość zaludnienia wynosiła 102 osób/km² (wśród 1549 gmin regionu Nord-Pas-de-Calais Wissant plasuje się na 481. miejscu pod względem liczby ludności, natomiast pod względem powierzchni na miejscu 191.).